# Edmundo Hernández-Vela
Edmundo Hernández-Vela Salgado desde 2009 es Profesor Emérito de la Universidad Nacional Autónoma de México (UNAM), cofundador  en octubre de 1970 del Centro de Relaciones Internacionales (CRI) de la FCPS de la UNAM. Es conocido por sus aportes al campo de las relaciones internacionales, destacando la publicación de Diccionario de Política Internacional que, en su séptima edición (noviembre de 2013), se convirtió en la Enciclopedia de Relaciones Internacionales, ambos publicados por Porrúa, que son vectores de la Escuela Mexicana de Política Internacional y Relaciones Internacionales que enarbola e impulsa desde la creación del CRI.

## Estudios
Realizó estudios en Medicina, graduándose como médico cirujano en 1963, como reumatólogo en 1964 y como anatomista en 1965. Asimismo, efectuó aportaciones en el campo de la medicina como el desarrollo de un Método de laboratorio (Ra-test) para el diagnóstico de la artritis reumatoide con un 96% de certeza, el cual, como tesis profesional sería acreedor a la Mención Honorífica y a la instrucción del Dr. Clemente Robles  de que se aplicara en todo el sistema de salud del país; la creación del Servicio de Reumatología del Hospital Colonia de los Ferrocarriles Nacionales de México; y su importante participación en la fundación de las Sociedades Panamericanas de Anatomía y de Reumatología. 
En el campo de las Relaciones Internacionales, obtuvo su título de licenciado en Ciencias Diplomáticas por la entonces [Escuela Nacional de Ciencias Políticas y Sociales (Universidad Nacional Autónoma de México) en 1967, integrándose a las fructíferas gestiones que llevarían a la transformación de dicha escuela nacional en Facultad; destaca asimismo por sus incansables esfuerzos en la construcción transdisciplinaria y consolidación científica de las Relaciones Internacionales, como lo testimonian, además de la Enciclopedia de Relaciones Internacionales, su obra de vida, los más de 10 libros, 30 capítulos de libro y 120 artículos que ha publicado.
Gracias al Programa de Formación de Profesores de la UNAM, gana en 1965 su primer concurso de oposición como Anatomista y profesor de Anatomía; y en 1968 es enviado a Ginebra, donde en 1968 obtiene la diplomatura en Instituciones Internacionales por la Universidad de Ginebra, Suiza; y el doctorado en Ciencia Política con mención en Relaciones Internacionales, por el Instituto Universitario de Altos Estudios Internacionales y la Universidad de Ginebra.